# マドゥ・モハナ
マドゥ・モハナ（Madhu M. Mohana、1991年3月6日 - ）は、シンガポールのサッカー選手。シンガポール代表。ポジションはDF。

## 経歴
マドゥは2009年にヤング・ライオンズでプロとしてのキャリアを始めた。2010年9月7日には北京国安サテライト戦での乱闘に参加したため、4ヶ月の出場停止及び1000シンガポール・ドルの支払を命じられた。
2011年度はウッドランド・ウェリントンFCに移籍したが、年末にはシンガポール・ライオンズXIIへの移籍が発表され、翌シーズンからは同チームに所属している。
2016年、ウォリアーズFCに移籍した。
2017年、タンピネス・ローバースFCに移籍した。
2018年、マレーシア・スーパーリーグのヌグリ・スンビランFAに移籍した。

## 代表歴
マドゥはAFC U-22アジアカップ2013 予選に参加するメンバーとして代表初招集を受けた。4試合に出場し、うち東ティモールU-23代表戦では1得点を挙げた。
A代表デビューは2013年10月10日に行われたラオス代表戦であり、ライトバックとして出場した。

## 人物
マドゥはシンガポール体育学校を2007年に卒業している。また、2012年に陸軍のメンバーとなった。

## 個人成績

### クラブ
2014年4月12日現在
| 国内大会個人成績 | 国内大会個人成績 | 国内大会個人成績 | 国内大会個人成績 | 国内大会個人成績 | 国内大会個人成績 | 国内大会個人成績 | 国内大会個人成績 | 国内大会個人成績 | 国内大会個人成績 | 国内大会個人成績 | 国内大会個人成績 |
| 年度             | クラブ           | 背番号           | リーグ           | リーグ戦         | リーグ戦         | リーグ杯         | リーグ杯         | オープン杯       | オープン杯       | 期間通算         | 期間通算         |
| 年度             | クラブ           | 背番号           | リーグ           | 出場             | 得点             | 出場             | 得点             | 出場             | 得点             | 出場             | 得点             |
| シンガポール     | シンガポール     | シンガポール     | シンガポール     | リーグ戦         | リーグ戦         | リーグ杯         | リーグ杯         | シンガポール杯   | シンガポール杯   | 期間通算         | 期間通算         |
| ---------------- | ---------------- | ---------------- | ---------------- | ---------------- | ---------------- | ---------------- | ---------------- | ---------------- | ---------------- | ---------------- | ---------------- |
| 2009             | Yライオンズ      |                  | Sリーグ          | 5                | 0                | -                | -                | -                | -                | 5                | 0                |
| 2010             | Yライオンズ      |                  | Sリーグ          | 14               | 0                | 1                | 0                | -                | -                | 15               | 0                |
| 2011             | ウッドランド     |                  | Sリーグ          | 26               | 0                | 0                | 0                | 1                | 0                | 27               | 0                |
| マレーシア       | マレーシア       | マレーシア       | マレーシア       | リーグ戦         | リーグ戦         | マレーシア杯     | マレーシア杯     | FA杯             | FA杯             | 期間通算         | 期間通算         |
| 2012             | ライオンズXII    | 6                | スーパー         | 11               | 0                | 4                | 1                | 2                | 0                | 17               | 1                |
| 2013             | ライオンズXII    | 6                | スーパー         | 4                | 0                | 0                | 0                | 3                | 1                | 7                | 1                |
| 2014             | ライオンズXII    | 6                | スーパー         | 9                | 0                | 2                | 0                | 0                | 0                | 11               | 0                |
| 2015             | ライオンズXII    | 6                | スーパー         |                  |                  |                  |                  |                  |                  |                  |                  |
| 通算             | シンガポール     | シンガポール     | Sリーグ          | 45               | 0                | 1                | 0                | 1                | 0                | 47               | 0                |
| 通算             | マレーシア       | マレーシア       | スーパー         | 24               | 0                | 6                | 1                | 5                | 1                | 35               | 2                |
| 総通算           | 総通算           | 総通算           | 総通算           | 69               | 0                | 7                | 1                | 6                | 1                | 82               | 2                |

### 代表
2014年3月5日現在
| シンガポール代表 | シンガポール代表 | シンガポール代表 |
| 年               | 出場             | 得点             |
| ---------------- | ---------------- | ---------------- |
| 2013             | 2                | 0                |
| 2014             | 0                | 0                |
| 計               | 2                | 0                |